# Francesco Girolamo Bona
Francesco Girolamo Bona (in croato: Franjo Jeronim Bunić; Ragusa di Dalmazia, 8 novembre 1687 – Ragusa di Dalmazia, 28 dicembre 1749) è stato un arcivescovo cattolico e diplomatico dalmata.

## Biografia

### Origini e inizio della carriera ecclesiastica
Francesco Girolamo Bona nacque a Ragusa l'8 novembre 1687, membro di una delle più antiche famiglie del patriziato della Repubblica ragusea, quella dei Bona.
Ricevuta l'ordinazione sacerdotale nel 1710 e laureatosi in utroque iure, esercitò per qualche tempo nel foro ecclesiastico di Ragusa. Fu in seguito nominato canonico della cattedrale dell'Assunzione di Maria e poi vicario dell'arcivescovo Giovanni Battista Conventati.
A seguito di alcuni dissapori con Conventati, fu trasferito a Roma, dove esercitò nuovamente l'avvocatura ecclesiastica. Divenne amico del cardinale Francesco Barberini, il quale nel 1727 influenzò papa Benedetto XIII a designare il Bona come nuovo arcivescovo di Ragusa, sede appena liberatasi dopo le dimissioni del cardinale Raimondo Gallani. Tuttavia le leggi della Repubblica di Ragusa proibivano a un cittadino raguseo di occupare la cattedra arcivescovile in patria, e il Bona dovette accontentarsi della vicina diocesi di Trebigne e Marcana, della quale fu nominato vescovo il 17 marzo 1727 tramite la costituzione apostolica Apostolatus officium.

### Episcopato in Erzegovina
Sebbene parte del territorio della sua nuova diocesi fosse soggetto alle repubbliche di Venezia e Ragusa, la maggioranza di esso ricadeva sotto il controllo ottomano; lì la popolazione cattolica (composta da circa tremila fedeli) era assistita da quattro parroci missionari della Congregazione di Propaganda Fide e poteva contare solo su piccole cappelle rurali, non avendo nessun luogo di culto nelle maggiori città. Pur non risiedendovi stabilmente, il Bona cercò di risollevare la situazione della diocesi, effettuando numerose visite pastorali, organizzando nel 1729 un sinodo diocesano e chiedendo alla Propaganda di riservare alcuni posti nel seminario di Fermo per la formazione sacerdotale dei giovani della sua diocesi.

### Vicariato a Costantinopoli
Per le capacità dimostrate nella gestione della diocesi erzegovina sotto dominio turco, nel 1731 fu scelto da papa Clemente XII come nuovo vicario apostolico a Costantinopoli, ricevendo al contempo l'elevazione alla sede arcivescovile titolare di Cartagine. Nella capitale ottomana, il Bona si dedicò a stringere rapporti amichevoli con i locali rappresentanti delle maggiori potenze cristiane dell'epoca (anche di quelle non cattoliche), in particolare con gli ambasciatori francesi, consapevole della necessità di avere il loro supporto par far sì che le sue istanze alla Sublime Porta potessero ricevere ascolto. Una delle missioni affidate all'arcivescovo raguseo era infatti quella di fare in modo che il libero esercizio della religione cattolica nei territori dell'Impero ottomano non fosse ostacolato.

#### Difesa degli Armeni cattolici

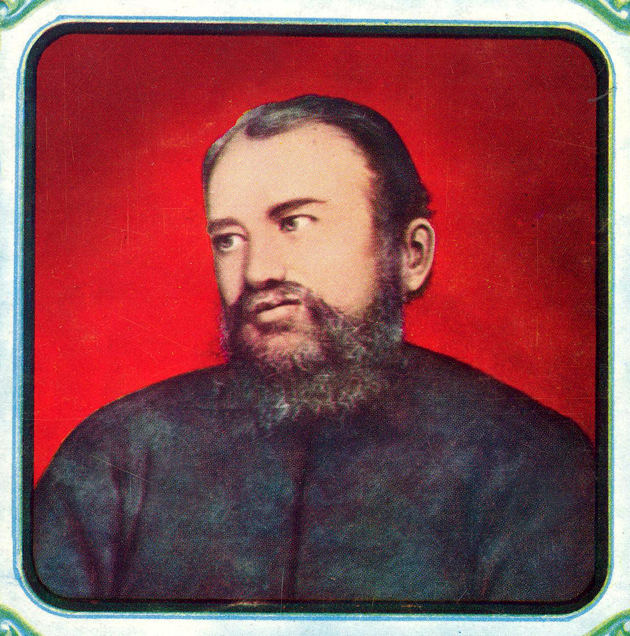
Ritratto di Hovhannes IX, patriarca armeno di Costantinopoli durante la maggior parte del vicariato di Francesco Girolamo Bona

Il problema più delicato che il Bona doveva risolvere riguardava la libertà di culto per gli Armeni cattolici, fino allora duramente discriminati e perseguitati dai locali ortodossi orientali, il cui patriarca era la sola autorità religiosa riconosciuta dal governo ottomano per il locale millet armeno: a tale scopo, oltre a servirsi dell'appoggio dell'ambasciatore francese, il marchese Louis Sauveur Villeneuve, egli intavolò anche trattative dirette con il patriarca Hovhannes IX, ottenendo che agli Armeni cattolici fosse riconosciuto il diritto di frequentare le prediche in lingua armena e turca nelle chiese latine.

#### Primo rientro a Roma e missione diplomatica in Francia
A causa di problemi di saluta, dovette abbandonare temporaneamente Costantinopoli nella primavera del 1736 e rientrare a Roma, lasciando il vicariato nelle mani del provicario Francesco Antonio Razzolini. Approfittò del rientro forzato per esporre alla Curia un approfondito resoconto dei cinque anni di attività svolti e suggerì che in futuro la Santa Sede avrebbe dovuto appoggiarsi alla Francia per ottenere risultati concreti con i Turchi. Il papa elogiò l'attività del Bona e ne appoggiò i piani, nominandolo assistente al Soglio Pontificio il 24 settembre 1736 e incaricandolo di recarsi a Parigi per ottenere l'appoggio ufficiale del governo francese.
Il Bona si trattenne in Francia dal luglio 1737 al giugno 1738. In questo periodo incontrò re Luigi XV (il 17 settembre 1737), al quale chiese che l'ambasciatore a Costantinopoli facesse pressioni sulla Porta affinché concedesse l'istituzione di un patriarcato cattolico ad Antiochia e la completa libertà di culto per gli Armeni cattolici.

#### Ruolo nelle trattative tra ottomani, austriaci e francesi
Rientrato a Costantinopoli l'8 luglio 1738, venne a conoscenza delle trattative tra gli ottomani e la monarchia asburgica per porre fine alla guerra che li contrapponeva (trattative che si concluderanno con il trattato di Belgrado) e ne diede immediata comunicazione a Roma, suggerendo di fare pressioni su Vienna affinché nelle trattative (nelle quali la Francia agiva come mediatore e garante) fossero inserite anche concessioni sul libero esercizio del culto cattolico. Grazie al suo operato, nelle nuove capitolazioni tra Francia e Impero ottomano del 1740 furono abrogati tutti i decreti fino ad allora emanati che proibivano la conversione dalle altre confessioni cristiane al cattolicesimo e l'opera di proselitismo da parte dei membri della Chiesa latina, nonché il ritiro degli ordini di demolizione delle chiese latine costruite senza l'autorizzazione del governo turco.
Questo fu il periodo più proficuo del mandato costantinopolitano di Francesco Girolamo Bona, che riuscì inoltre a risanare a tal punto i rapporti con il patriarca armeno che per alcuni anni si sperò che la Chiesa apostolica armena potesse decidere di riunirsi con la Chiesa di Roma.

#### Secondo rientro a Roma, nuove responsabilità e riapertura della questione armena
In questo periodo la salute dell'arcivescovo dalmata peggiorò nuovamente, cosa che lo spinse a chiedere di essere sostituito nel vicariato costantinopolitano. La Congregazione di Propaganda Fide sembrò inizialmente disposta ad accogliere la sua istanza ed egli rientrò a Roma all'inizio del 1741, lasciando Raffaele di Valle di Buono come provicario.
Il neoeletto papa Benedetto XIV tuttavia, non volendo privarsi della valida collaborazione del Bona, lo convinse a proseguire nel suo ruolo di vicario apostolico e il 23 gennaio 1742 lo nominò in aggiunta visitatore apostolico, con il compito di vigilare sulla purezza dottrinale e l'osservanza dei canoni tridentini di tutte le missioni cattoliche dell'Oriente. Al contempo, il pontefice gli concesse il diritto di creare tre protonotari apostolici e cinque cavalieri dello Speron d'Oro, nonché di poter portare con sé a Costantinopoli il nipote Biagio Paoli come provicario.
Rientrato infine nella capitale turca il 23 settembre 1743, scoprì che sotto il nuovo patriarca armeno Hagop II la situazione degli Armeni cattolici era nuovamente peggiorata; molte delle concessioni fatte erano state disattese e i riti religiosi con valenza civile venivano riconosciuti dallo Stato ottomano solo se officiati da parroci armeno-ortodossi. Ricominciarono inoltre gli episodi di discriminazione, che di lì a qualche anno sarebbero nuovamente sfociati in atti di persecuzione. Il Bona scrisse a Roma affinché la Curia si impegnasse a ottenere, tramite l'influenza della Francia, la deposizione del patriarca armeno, ma la sua iniziativa fu fermata dal segretario della Propaganda, che riteneva l'operazione troppo rischiosa e di difficile realizzazione.

#### Lotta alla massoneria
Altra questione che emerse in quegli anni fu la rapida diffusione della massoneria tra i rappresentanti europei a Costantinopoli, specialmente tra i quelli francesi. Il Bona segnalò il problema allo stesso papa Benedetto XIV, che informò il cardinale Pierre Guérin de Tencin, primate delle Gallie, affinché spingesse il governo francese a prendere provvedimenti. Lo stesso de Tencin tuttavia sconsigliò di portare avanti l'operazione, poiché l'eventuale rimozione di questi esponenti massoni, molti dei quali appartenenti alla classe mercantile che gestiva i commerci con il Medio Oriente, avrebbe rischiato di far cadere le rotte commerciali interamente in mano ai mercanti protestanti inglesi. Il Bona allora, visto il disinteresse da parte delle autorità francesi, si rivolse direttamente al governo turco che disperse le riunioni dei massoni ed espulse i loro presunti capi.

### Dimissioni e morte
Nel 1749 il Bona, la cui salute era ormai gravemente compromessa, ottenne finalmente di poter ritornare in patria. Il 25 giugno 1749, dopo aver lasciato il vicariato nelle mani del nipote Biagio, partì da Costantinopoli alla volta di Ragusa, dove morì pochi mesi dopo, il 28 dicembre. Come da sue volontà, fu seppellito nel convento dei Domenicani della città.

## Successione apostolica
La successione apostolica è:
- Vescovo Francesco Antonio Razzolini, O.F.M. Conv. (1740)